# كيراتوكان
كيراتوكان‏ (Keratocan) هوَ بروتين يُشَفر بواسطة جين Keratocan في الإنسان.